# Puerto Rico FC
Puerto Rico FC je portorický fotbalový celek z Bayamónu, který od podzimní části sezony 2016 hraje North American Soccer League, druhou nejvyšší americkou fotbalovou soutěž. Jeho majitelem je americký basketbalista Carmelo Anthony, trenérem bývalý anglický fotbalista Adrian Whitbread.

## Soupiska
| # | Pozice | Hráč                  |
| - | ------ | --------------------- |
| – | B      | Austin Pack           |
| – | Ú      | Brian Bement          |
| – | O      | Camilo Botero         |
| – | Z      | Connor Agnew          |
| – | O      | Cristiano Dias        |
| – | Ú      | Pedro Ferreira-Mendes |
| – | Z      | Paulo Ferreira-Mendes |
| – | Z      | Joseph Marrero        |

| # | Pozice | Hráč               |
| - | ------ | ------------------ |
| – | B      | David Meves        |
| – | Ú      | Oliver Minatel     |
| – | Z      | Chris Nurse        |
| – | Ú      | Jorge Rivera       |
| – | Ú      | Sidney Rivera      |
| – | Z      | Tyler Rudy         |
| – | O      | Ramón Soria        |
| – | B      | Trevor Spangenberg |